# Kryza (zoologia)

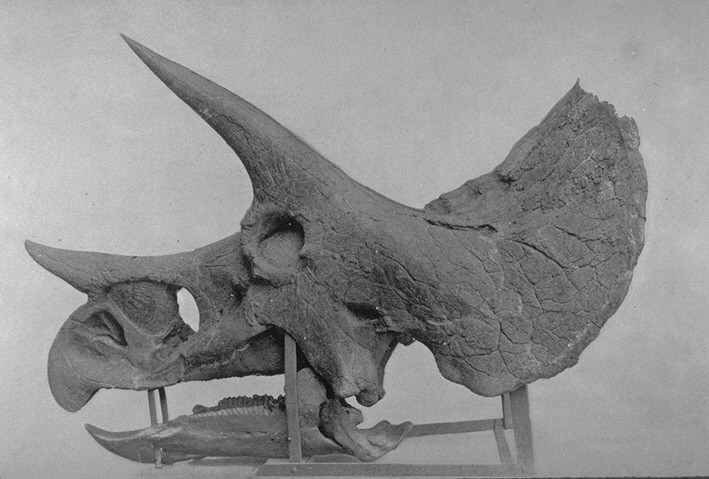
Czaszka triceratopsa z dużą kryzą kostną

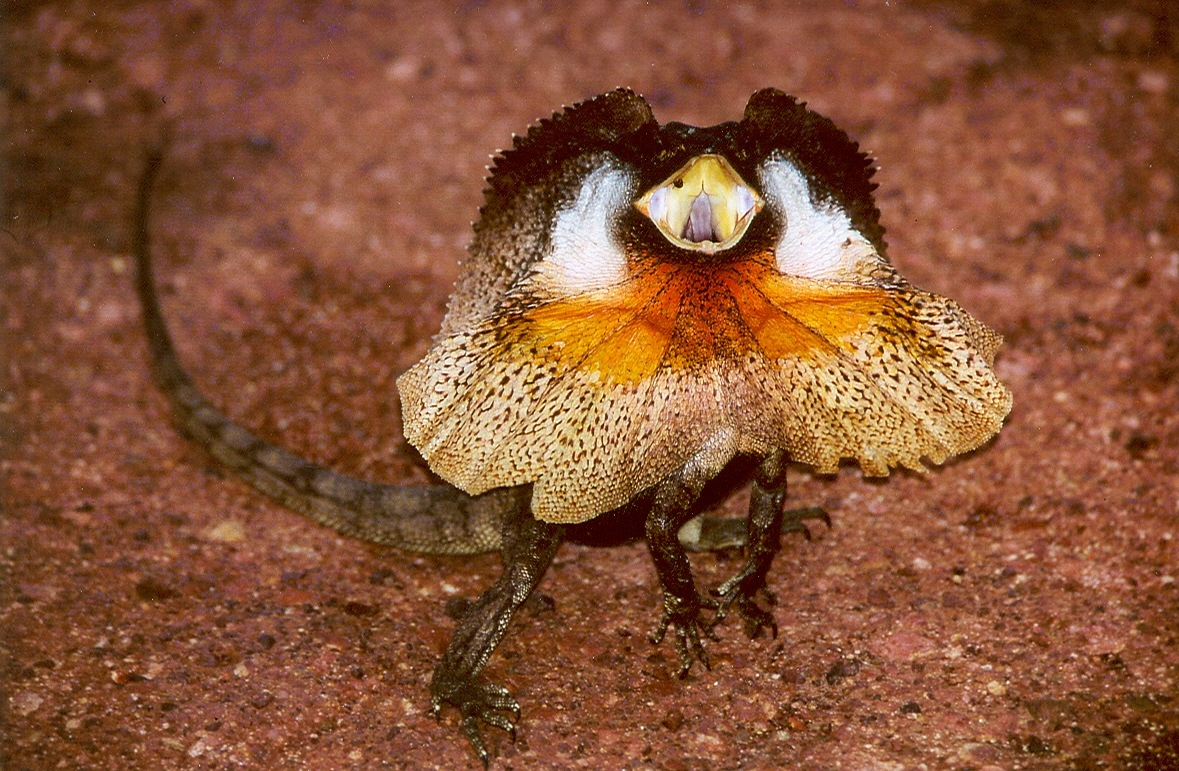
Agama kołnierzasta z kołnierzem wokół szyi

Kryza – względnie szeroki brzeg tylnej części głowy gadów. Może posiadać szkielet kostny, jak u dinozaurów z grupy marginocefali, czy też chrzęstny, jak u agamy kołnierzastej, australijskiej jaszczurki, u której na rusztowaniu chrzęstnym rozpościerają się płaty skórne. Kryzę kostną tworzą powiększone kości ciemieniowe, wydłużone kości łuskowe po bokach, czasami okrążone przez kości epokcypitalne, guzowate kości nadające brzegowi kryzy postrzępiony wygląd. Na początku pierwszej dekady XX wieku paleontolodzy określali kość ciemieniową mianem dermosupraoccipital. U niektórych rodzajów, jak triceratops, pentaceratops, torozaur czy centrozaur, były one znacząco powiększone.
Nie wiadomo, do czego służyła dinozaurom kryza. Być może brała udział w termoregulacji lub służyła obronie. Podczas zmagań o terytoria konkurujące triceratopsy zderzały się głowami, wykorzystując swe długie rogi, i kryza kostna mogła służyć jako rodzaj tarczy, chroniącej resztę ciała zwierzęcia przed zranieniem. Lepiej udokumentowano użycie osłaniających szyje struktur u współczesnych gadów. Dwa główne i odmienne przykłady stanowią jaszczurki z rodzaju Phrynosoma o kryzie kostnej oraz wspominana już agama kołnierzasta z rodzaju Chlamydosaurus o kryzie chrzęstnej. U tej ostatniej kołnierz budują głównie płaty skóry, zazwyczaj zabarwione na różowo, wsparte na kolcach chrzęstnych. Agama potrafi w razie zagrożenia rozłożyć kołnierz, przez co wydaje się większa, niż jest w rzeczywistości. Rozkładany jest on często w trakcie walki o terytorium. Podobnie do niej przedstawiono dilofozaura w filmie Spielberga Park Jurajski, jest to jednak czysta fikcja twórców filmu i nie ma jakichkolwiek przesłanek potwierdzających istnienie kołnierza u dilofozaura.
Wiele innych zwierząt, współczesnych i prehistorycznych, wykorzystuje skórę lub wypukłości kostne, by sprawiać wrażenie groźniejszych, zrobić wrażenie na płci przeciwnej lub regulować temperaturę swego ciała. Jako przykłady podać można rolę podgardla i grzebieni u jaszczurek, dinozaurów i ptaków.